# Drassanes de l'Escala
Les Drassanes de l'Escala són unes drassanes, catalogades a l'Inventari del Patrimoni Arquitectònic de Catalunya, dins del nucli antic de la població de l'Escala, a l'extrem est del terme i delimitades pel carrer Bonaire, el passeig de Lluís Albert i el corriol de Lluís Albert. L'any 1835, Francesc Granés, de Begur, fundà les drassanes a causa de la demanda d'embarcacions. En aquest emplaçament, llaguts, bous, teranyines i bots foren construïts amb fusta pels mestres d'aixa i calafats. Amb el temps es convertiran en les drassanes Sala, que han perdurat fins a l'actualitat. A tall d'anècdota, el 1944, l'escriptor Josep Pla, fa construir el quillat Mestral al mestre d'aixa Vadoret. Va ser varada al port d'en Perris, enmig d'una gran expectació.

## Arquitectura
Edifici rectangular d'una sola planta, amb la coberta a dues vessants de teula. La façana principal, al carrer Bonaire, presenta un gran portal d'arc carpanell d'accés a l'interior i, a banda i banda, dues finestres rectangulars. Aquestes tres obertures estan tapiades i la resta del parament està arrebossat i pintat. La façana lateral al corriol de Lluís Albert presenta diverses finestres i una porta d'obertura rectangular, tapiades també. Presenten l'emmarcament d'obra arrebossat, tot i que originàriament eren d'arc rebaixat bastides amb maons. En aquest cas, la façana està bastida amb pedres de diverses mides, sense treballar, i diversos fragments de material constructiu, tot lligat amb morter. L'interior de l'edifici, tot i que força degradat, manté el sostre original amb quatre encavallades de fusta, tot i que la teulada s'està degradant ràpidament.
A la part posterior del recinte, actualment utilitzada com a zona d'aparcament pels clients d'un hotel proper, s'hi accedeix des del passeig de Lluís Albert. Destaca el fet que les antigues drassanes estan adossades a l'antic salí de Can Callol i Serrats, encara en funcionament. Al mateix temps, adossats a les drassanes, hi ha dos petits cossos arrebossats i pintats de blanc, probablement posteriors cronològicament parlant.